# 安田好弘
安田好弘（1947年12月4日—），日本律師，兵庫縣人，著名的公設辯護人，其事蹟在2012年被改拍成電影。

## 經歷
- 1975年，一橋大学法学部畢業
- 1977年，早期的司法官考試及格
- 1980年，司法修習32期修畢，成為律師
- 1999年，因為推動死刑廃止運動具有貢獻，榮獲多田謠子反權力人權獎

## 辯護案件
- 1980年：埼玉縣宮代町母子殺人縱火案。
- 1980年：新宿西口巴士縱火案：替在新宿公車上縱火的犯人辯護，

結果: 求刑死刑，但最後判處無期徒刑
傷亡: 死亡六人，其中包括一對八歲與四十歲的父子。
- 1983年：北海道廳爆炸案：替爆破北海道廳的激進份子辯護。

結果: 判決死刑定讞，但未執行。
傷亡: 死亡兩人。
- 1987年：達卡日航劫機事件

結果: 無期徒刑
傷亡: 無(因為與劫機的恐怖組織交涉成功)
- 1990年代：淺間山莊事件
- 1995年：奧姆真理教東京地鐵沙林毒氣事件

結果: 判處死刑定讞，而奧姆真理教相關的死刑案件已於2018年執行
傷亡: 二十人左右死亡，數千人受傷。
據安田表示，「麻原已經是廢人了，不該被處以死刑。」
- 1996年：名古屋集團虐殺事件

名古屋集團虐殺事件，是與女子高中生水泥埋屍案並列的兇殘案件，六名不良少年少女綁架了兩名擔任美髮師的男女，對他們進行性虐待、折磨之後再加以殘殺，當時震驚了全日本。
結果: 求處死刑，但改判無期徒刑
傷亡: 兩人死亡
- 2003年：和歌山毒咖哩事件

結果: 判處死刑定讞，但未執行
傷亡: 四人死亡
- 2006年：姊齒秀次偽造結構計算書事件
- 2008年：光市母女殺害事件

結果：判處死刑定讞，但未執行
安田好弘在為福田孝行辯護時，他一改之前辯護律師的陳詞，力主福田只是「不小心」殺害了本村彌生與夕夏母女。在之前的審判中，辯護律師都是主張福田確實殺人，但有悔意且未成年，所以應該輕判，但安田把這種說法徹底推翻。
安田的陳詞如下：
福田是因為欠缺母愛，所以才緊抱彌生不放，是過失致死，而非計畫強姦。福田認為只要將精子送入被害人的體內，被害人就會起死回生。至於用繩索勒斃夕夏小妹妹，也不是心存殺意，因為他想讓夕夏停止哭泣，所以在她的脖子上綁上蝴蝶結而已。最後，福田將兩人的遺體放在收納櫃裏面，是因為福田相信哆啦A夢的存在，哆啦A夢會幫他解決問題。
2011年6月14日，安田應廢死聯盟之邀來台灣，以光市母女殺害事件為例進行廢死的演講發言：「法律鑑定的結果，不僅嬰兒的頭部沒有傷痕，連身體上也沒看到。嬰兒脖子上有繩子，這個有，而且有勒痕，確實有。不過這個勒痕不是很深，而且留下來的繩子不是綁得很緊，而且綁了兩圈後還打個蝴蝶結。」」但這說法跟福田在法庭上的證供是相衝突的，福田在2007年於法庭上表示，自己有「不小心」將夕夏摔到地面上。
- 2010年：替收受政治獻金的議員石川知裕辯護。

## 相關爭議
在2008年，安田好弘涉入妨礙強制執行的安田事件。2008年四月二十三日，即上述福田孝行被判死刑的第二天，安田為了阻撓法院強制執行真理教事件的財產，與不動産会社「スンーズコーポレーション東京リミテッド」董事共謀脫產2億日圓，被拘留10個月後被起訴。當時有2,100個人權律師願意替安田辯護，是福田孝行的100倍；另外在福田孝行案中辯護律師團的言詞引起日本社會很大的非議，甚至還有人發起惩罚辩护团律师的請願連署。

## 关联项目
- 刑法第三十九条
- 強制執行妨害事件（安田事件）
- 人权派

## 外部連結
- 日本弁護士連合会: 安田好弘弁護士保釈問題に対する会長声明（1999年7月23日）
- Geeklog Site - 強制執行妨害事件の公判報告 （页面存档备份，存于）
- 現代企画室「状況20～21」: 「弁護士のあり方を通して見る日本と世界の現状 （页面存档备份，存于）」（2006年5月15日、執筆: 太田昌国）
- 私が重大犯罪の被告を弁護しなければならない理由 マル激トーク・オン・ディマンド 第269回（2006年5月24日）ゲスト：安田好弘氏（弁護士）
- 死刑弁護人 - allcinema